# George Westinghouse
George Westinghouse (Central Bridge, New York, 1846. október 6. – New York, 1914. március 12.) amerikai mérnök, feltaláló, vállalkozó, az elektromos ipar úttörője.

## Élete
Ősei Vesztfáliából származtak. 1775-ben vándoroltak ki az Amerikai Egyesült Államokba.
Apja kis üzemében mezőgazdasági gépeket gyártottak, és itt kapott a fiú értékes műszaki indíttatást.
A vasúttal kapcsolatos érdeklődését egy vasúti baleset keltette fel, és így  először egy olyan berendezést készített, amely lehetővé tette a kisiklott vasúti kocsikat ismét a vágányra vezessék. Aztán  kezdett el  intenzíven foglalkozni a vasúti fékezés problémáival.
A vasúti kocsik első fékjei építési módjában és kezelésében pontosan a lovas szekereknek és kocsiknak feleltek meg, amiknél a kerék futófelületére fatuskókat nyomtak. De minél gyorsabb lett a vasút, annál többször tűnt ki, hogy a fékezésnek ez a módja teljesen hasznavehetetlen.
Kezdetben külön fékezőket alkalmaztak, akik minden kocsi végén egy fékállásban ültek, és a mozdonyvezető sípjelére a fékeket működtették. De ez még a 20. évszázad közepéig tartott, míg a jelenkori fékrendszerek a vonatoknál odáig kifejlődtek, hogy a fékezőkről végérvényesen lemondhattak.
Charles Kendall 1864-ben kifejlesztett egy légnyomásos féket. Ennél rendszernél a sűrített levegőt a vonaton átvezetett csőben vezették, hogy az fékezéskor a fékhengerekben hatni tudjon. Ez adta meg az alapját a légnyomásos fékek fejlesztéséhez.
Georg Westinghouse már 1867-ben megkapta első szabadalmát egy légnyomásos fékre, amit ő fejlesztett ki, és a Pennsylvaniai Vasút egy kísérleti vonatánál ki is próbált. Amikor ez jónak bizonyult, ebben az évben Pittsburghban megalapította az „Air Brake Company”- t.
Első légnyomásos fékje légsűrítőből és légtartályból négy vagy öt atmoszférás túlnyomással, légcsővezetékből tömlőkapcsolattal, amit a vonat alatt hosszában vezettek és minden kocsi alatt egy fékhengerből állt. Ezek még túlságosan nagyon lassan működtek és különösen veszélyeknél hajlamos a meghibásodásokra (pl. ha a vonat szétszakadt). Lásd a Westinghouse-fék című szócikket.
A tapasztalatok alapján Westinghouse a fékrendszerét továbbfejlesztette és 1872-ben az első önműködő légnyomásos féket megalkotta. A főlégtartály mellett minden kocsit egy légtartállyal látták el, amit az átmenő vezeték 5 atmoszférás sűrített levegőjével töltöttek fel. Kiegészítésként egy kormányszelepet fejlesztett ki, hogy az a féket működtesse, és ismét feloldja.
Az átmenő légvezetékben és kocsi segédlégtartályában azonos nyomásnál a fékhenger légtelenítődik, és a fék felold. Ha a mozdonyvezető a vezeték nyomást csökkenti a kialakuló nyomáskülönbség a szelepet működésbe hozza, a sűrített levegő a segédlégtartályból a fékhengerbe áramlik és a féktuskók felfekszenek. Mihelyt a vezetéket ismét sűrített levegővel feltöltik, a kormányszelep oldó állásba visszaáll, a fékhengert légteleníti, és a fék felold.
Így a „biztonsági fékjének” önműködő képességének előnyét kapta meg a fokozatosan oldó képesség ellenében. A kormányszelep bár a fékezőerő fokozatonkénti növelését lehetővé teszi, de fokozatonkénti csökkentését nem. Minden oldási folyamatnál kényszerűen a fékhatás teljesen megszűnik. A fékrendszerét 1887-ben egy gyorsfékező berendezéssel egészítette ki.
A légnyomásos fék fejlesztése mellett sok más területen is dolgozott. Sűrített levegővel vezérelt jelzők, a központi kapcsoló készülék New York-i Földalatti Vasutak vonatja részére, a fékjének folyamatos fejlesztése a gyorsfékezéshez, stb.
Westinghouse nemsokára a villamos energia termelése felé fordult, és ezen a területen is úttörő munkát végzett. A transzformátorok vasmagjának tökéletesítésével azok olcsóbb gyártását és nagyobb hatékonyságát érte el.